# Satyrus nevadensis
Satyrus nevadensis är en fjärilsart som beskrevs av Ribbe 1905. Satyrus nevadensis ingår i släktet Satyrus och familjen praktfjärilar. Inga underarter finns listade.